# انجین آلیانس جی‌پی۷۰۰۰
انجین آلیانس جی‌پی۷۰۰۰ (به انگلیسی: Engine Alliance GP7000) یک موتور توربوفن محصول انجین آلیانس که به‌صورت مشارکتی توسط جی‌ای اوییشن و پرت اند ویتنی ساخته می‌شود. این موتور به همراه موتور رولز-رویس ترنت ۹۰۰ یکی از دو گزینه نیروی محرکه برای هواپیمای ایرباس ای۳۸۰ می‌باشد.